# Lucy Gwendolen Williams
Lucy Gwendolen Williams (* 27. Dezember 1870 in Lower Bebington, Cheshire; † 11. Februar 1955 in Buxton, Derbyshire) war eine britische Bildhauerin und Malerin. Sie ist bekannt für ihre Bronzestatuetten, Porträtbüsten und Aquarelle.

## Leben
Lucy Gwendolen Williams wurde als Tochter des anglikanischen Geistlichen Henry Lewis Williams und seiner Frau Katherine geboren. In den 1890er Jahren studierte sie Bildhauerei am Wimbledon College of Art bei Alfred Drury und am Royal College of Art in London bei Édouard Lantéri. Anschließend setzte sie ihre Ausbildung an der Académie Colarossi in Paris fort. Sie lebte und arbeitete hauptsächlich in London, verbrachte jedoch zwischen 1910 und etwa 1919 mehrere Jahre in Rom, wo sie ein Atelier in der Viale Giulio Cesare unterhielt. In den 1920er Jahren hielt sie sich zeitweise in New York City auf. Sie war Mitglied der Brighton and Hove Theosophical Society und interessierte sich für Gartenbau. Trotz gesundheitlicher Einschränkungen durch Arthritis und Rückenschmerzen blieb sie künstlerisch aktiv. Sie verstarb am 11. Februar 1955 in Buxton, Derbyshire.

## Werk
Das künstlerische Schaffen von Lucy Gwendolen Williams umfasste Bronzestatuetten, Porträtbüsten, Aquarelle und Reliefs. Ihr Stil war stark von ihren Lehrern Alfred Drury und Édouard Lantéri geprägt. Einige ihrer Werke wie The Queen of Dreams wurden aus Spelter, einer Zinklegierung, gefertigt. Zu ihren bekanntesten Arbeiten zählen:
- The Stick, The Chase und Jeanette, drei Bronzeskulpturen im National Museum Cardiff[1]
- Queen of Dreams, eine Figur im Victoria and Albert Museum in London
- Robert Owen, eine Bronzebüste aus dem Jahr 1926 im Robert Owen Museum in Newtown

Weitere Werke befinden sich in der National Library of Wales in Aberystwyth und in der Walker Art Gallery in Liverpool.
Lucy Gwendolen Williams stellte regelmäßig in renommierten Institutionen aus, darunter die Royal Academy in London (1893–1935), die Royal Scottish Academy, die Royal Hibernian Academy, die Royal Cambrian Academy und die Walker Art Gallery in Liverpool. 1935 hatte sie eine Einzelausstellung in der Brook Street Art Gallery. Lucy Gwendolen Williams wurde mit mehreren Auszeichnungen geehrt, darunter Silbermedaillen beim National Eisteddfod of Wales und bei der Franco-British Exhibition sowie eine Bronzemedaille in Santiago. Zu ihren Mäzenen zählten Königin Alexandra von Dänemark und Königin Margherita von Italien.